# Борщовская Турка
Борщовская Турка (укр. Борщівська Турка) — село в Заболотовской поселковой общине Коломыйского района Ивано-Франковской области Украины. 
Население по переписи 2001 года составляло 265 человек. Занимает площадь 8,35 км². Почтовый индекс — 78317. Телефонный код — 03476.